# Прибрежница одноцветковая
Прибрежница одноцветковая (лат. Littorella uniflora) — вид травянистых растений рода Прибрежница (Littorella) семейства Подорожниковые (Plantaginaceae), распространённый в Европе.

## Ботаническое описание

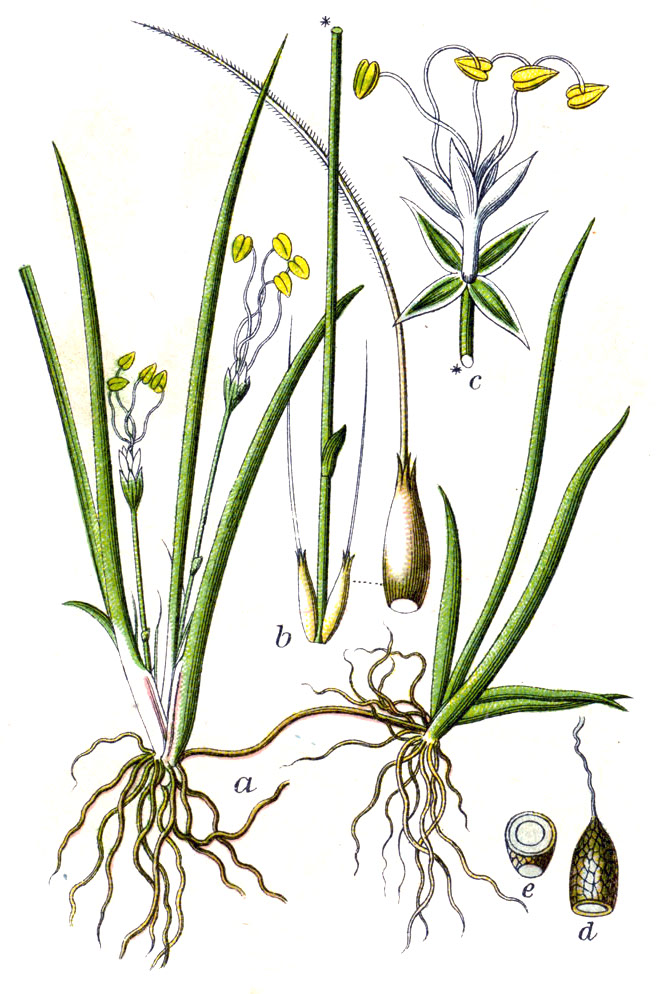

Прибрежные и/или водные (растущие на дне, реже плавающие) многолетние травянистые растения, 2—15 см высотой. Корневище укороченное. Ползучие побеги укореняются в узлах. Листья линейные, линейно-шиловидные или шиловидные, мясистые, голые, 2—3 мм шириной, у основания расширены во влагалище, собраны в немного сплюснутую с боков розетку.
Растения обычно однодомные, цветки однополые, собраны по нескольку в пазушные соцветия, реже одиночные в пазухах листьев. Тычиночных цветков 1 (2), с рудиментарным пестиком; на ножке 2—7 (9) см длиной, посредине с плёнчатым, яйцевидным прицветником; чашелистиков 4, эллиптически-ланцетные, 4—5 (6) мм длиной; венчик белый, широкотрубчатый, почти перепончатый, около 4 мм длиной, долей отгиба 4, эллиптически-яйцевидные, около 2 мм длиной; тычинок 4, нити длинные, пыльники линейно-продолговатые. Пестичных цветков 2 (3), располагаются при основании ножки тычиночного цветка; прицветники треугольно-ланцетные; чашелистиков 2 (3), сходные с прицветниками, ланцетные, около 3 мм длиной; венчик трубчатый, около 4 мм длиной; доли венчика короткие, неодинаковые; пестик один с длинным столбиком, завязь двугнёздная (развивается только одно семя), столбик длинный, рыльце головчатое. Плод нераскрывающийся, односемянный, коричневый, бугорчато-морщинистый, орешковидный, 2—2,5 мм длиной.
Цветение с мая по сентябрь, плоды образуются крайне редко. Хромосомное число 2n = 24.

## Охрана
Вид внесён в Красные книги Беларуси, Латвии, Эстонии, России и некоторых субъектов России: Республика Карелия (охраняется в заповедниках «Кивач» и «Костомукшский»), Вологодская, Псковская области.
В 2005—2018 годах был занесён в Красную книгу Ленинградской области (охраняется в заказнике «Кургальский»).